# Вардун
Вардун е село в Североизточна България. То се намира в община Търговище, област Търговище.

## История

### Находки
Археологически разкопки на 1,5 км северозападно от селото, на брега на река Врана разкриват селищна могила от халколита с диаметър над 70 м и височина до 7 м. В района е идентифицрано и второ селище от халколита, на 1,5 км западно от селото, върху съседно възвишение на Калето.
В местността Холума под Калето, при оран, е открита квадратна оловна плоча с релеф на лъв в скок. Размерът на плочата е 7,5 см (ширина и височина) и дебелина 1,5 см (съхранява се в Националния исторически музей под инв. ном. 6164).
Във Вардун е открита уникална стеатитова нагръдна икона на св. Артемий датирана от XI – XII век. Открито е и монетно съкровището от 2020 медни монети от XII – XIII век. Монетите са дребни, с ядра с неправилна форма. Повечето са монети на Мануил I Комнин и на Алексий III Комнин. По-малка част са монетите на Мануил I са с Богородица, Теодор I Ласкарис, Михаил VIII Палеолог, Йоан Ангел Дука и редица анонимни: с Архангел Михаил, Богородица Оранта, Анна и Мария прегърнати. От това съкровище едва 14 монети са постъпили в Археологическия музей в София, останалата част е изчезнала.

### Сведения
До към 70-те години на XX век във Вардун има над 300 български къщи и няколко ромски в отделна ромска махала (в посока към село Черковна). Впоследствие постепенно, поради миграцията на българите към градовете, ромите започват трайно да се настаняват в селото и са значително мнозинство.
Вардун оцелява като българско село по време на няколкото вълни на потурчвания и гонения в Герлово и е единственото българско село в този регион през по-голяма част от османското владичество. След злощастните Търновски въстания, когато множество вардунци са избити, изселват се в западните земи или отвъд Дунава, Вардун все пак запазва българския си облик благодарение на статута си на войнуганско село. В този период османската империя подлага българите на големи гонения, променяйки народностния облик на целия регион: биват потурчвани, избивани и изселвани българите и едновременно с това се настаняват мюсюлмански чергарски племена. С войнугански статут, населението на Вардун се е ползвало с особени привилегии – можело е да притежава земя и е ползвало някои данъчни облекчения. По време на османското владичество землището на селото е по-голямо от землищата на съседните турски села взети заедно, а турците от тези съседни села, нямайки земя, са работели като ратаи.
За статута на войнуганското и в частност на вардунското население по време на османската власт пише и Борис Станимиров в своята „История на Габрово като селище със специален военен статут във връзка с охраната на прохода XII-XIX век“. Авторът обръща особено внимание на свободолюбието и самочувствието на вардунци, които с големия си „сербезлък“ вземали страха на делиорманските и герловските турци, демонстрирайки превъзходството си над тях (казва се, че ги карали да им разхождат събутите цървули, и за да не се унижават турците, бързали да затворят дюкяните си и да се скрият в къщите си).
В някои източници има загатване за аристократичен произход на вардунското население: в турски регистър на войнуците от 1548 г., войнук от Вардун е записан с титла: „лугатур Бело, син на Железо от Върдун“. В тази връзка е и тълкуванието на Стефан Чурешки в публикацията му „Именникът на българските князе“, където се говори за Вардун и за царски надпис от 1281 г. открит в землището на Вардун в местността Мехтеренде. В него се споменават болярите Паган (или Гаган според друг прочит) и Хинат относно властта им над „планината“ (предполага се, че се има предвид Преславската планина).
Характерен за Вардун обичай е едно специфично бръснене на главата. Състои се в следното (според описанието на Любомир Милетич): Мъжете бръснели главите си, като в средата оставяли плетенка (наричана перчам). Някои слагали и т.нар. крив гребен в плетенката. За такъв обичай има спомени и в някои изолирани хърцойски (старовремски) български села в Силистренско и т.нар. област Сърта (Каспичанско). Във Вардун този обичай се е запазил най-дълго (до началото на 20 век). Корените на тази традиция са много древни – според ст.н.с. Г. Атанасов бръсненето/стригането на главата е отличителна черта на българската аристокрация през ранното Средновековие. Стефан Чурешки прави анализ на различни средновековни извори, в които се говори за този обичай, в които се уточнява между другото и че бръсненето/стригането при него не е цялостно, а с оставяне на плитка. На базата на анализа си, той стига до извода, че традицията е белег, доказващ приемственост във властта, т.е. белег за аристократичност.
Първото издирено споменаване на Вардун (със същото име) е в тимарски регистър на Никополския санджак от 1480 г. В него се описват: Вардун, спадащо към Герилава, с 63 домакинства, 41 неженени и 11 вдовици, Герилава (вероятно съвременното село Пролаз (Гириш Дербент)) с 29 домакинства, Чирковине (вер. съвр. Черковна) с 24 домакинства, Търнофче (вер. съвр. Търновца) с 9 домакинства, Ямна (вер. съвр. Преселец) с 15 домакинства и още 2 неустановени – Чатрофче с 36 домакинства и Гиран с 9 домакинства. Общият брой на описаните домакинства в Герилава (съвременната област Герлово) е 185, като във Вардун, като се имат предвид неженените и вдовиците, живее повече 35% от населението.
В същия тимарски регистър се споменава и мезра Вардун, спадаща към Чернови (Червен), с 18 домакинства юруци. Под мезра в регистрите се разбира незаета обработваема земя, която би могла да е новопридобита (например в резултат на изсичане на гори) или да се е появила в резултат на обезлюдяване. Съществуващите останки от крепости и стари поселения в непосредствена близост навеждат на извода, че вероятно става въпрос за частично обезлюдяване на стария Вардун при османското нашествие, в резултат на което е възникнала и споменатата мезра. За степента на това обезлюдяване, както и за съдбата на изчезналите жители и причините за тяхното изчезване (изселване, поробване, избиване или друго), трудно може да се направят каквито и да е било изводи.
Селото се намира в северната част на Герлово, което представлява котловина, оградена от юг от Стара планина, а от север и от изток от Преславската планина. На запад се намира хълмистата област Тузлук и Лиса планина. Герлово е една от най-защитените области в средновековна България: само в Преславската планина (около 20 км дължина) се откриват останките на най-малко десет крепости и укрепления. В непосредствена близост до Вардун се намират две крепости: „Калето“ (около 10 декара) на около километър южно от селото и крепостта „Йорпека“ на около 2,5 км югозападно. Последната се е издигала върху естествено възвишение и се състои от поне два защитни обръча като централният е с площ около 10 дка. Между двете крепости, в местността „Холума“, се е простирал старият Вардун, който явно значително е намалил площта си след османското завоевание. В близост до Вардун са също така: голямата крепостта „Градището“ на около 4 км от Вардун преди с. Пролаз, крепостта „Хисарлъка“ до с. Пайдушко (5,5 км от Вардун), крепостта „Крумово кале“ (или „Мисионис“, както се твърди според последни проучвания) – единствената проучена и отчасти реставрирана поради близостта си с гр. Търговище (около 8 км, от Вардун е на 6,5 км). Изброените три крепости са пазели прохода „Боаза“. По на изток са: голямата крепост „Тепето“ (около 15 декара) в близост до с. Черковна на около 2,5 км от Вардун, крепостта „Чанаккале“ над с. Търновца на около 7 км от Вардун, крепостта „Калето“ над с. Копрец на около 4 км от Вардун, както крепостта при с. Кралево на около 12 км от Вардун. Други също така слабо проучени крепости в Преславската планина има в близост до селата Овчарово, Долна Кабда, „Белото градище“ при Дервишкия проход в посока Преслав, както и още няколко във вътрешността на планината. Още по-добре е защитена котловината от север и запад (по-ниската част): тук има останки от крепости в близост до селата Стеврек, Врани кон, Слънчевец, Пиринец, Коноп, Къпинец, Любичево, Малоградец, Омуртаг и Беломорци. Във вътрешността на Герлово може да се споменат крепостите при селата Драгановец (крепостта „Марната“) и „Герилград“ в близост до гр. Върбица. Много голям е броят и на крепостите и укрепленията на юг по Стара планина в съседство с Герловската котловина: Кипиловското кале, „Римско кале“, „Вида“ и „Козяк“ пазили Котленския проход, както и „Урвизион“, „Върбишко градище“ и „Белград“ пазели Върбишкия проход. На 18 км североизточно от Вардун по права линия се намира старата Българска столица Преслав.
В Герлово се предполага, че се е намирал Цика (Чика) (Τζίκας) – опожарен от император Константин V Копроним през 764 г. след привидния мирен договор подписан между него и владетеля на България канас (княз) Паган.
Според съвременна интерпретация (с неясна аргументация) се твърди, че Цика е била столицата на северите (виж. Върбица). Прочита на хрониката на Теофан Изповедник показва, че Цика е столицата (ако се говори за град) или вътрешната област (столичната) на българите, където са се намирали дворците (αυλὴν) .
Местоположението на Цика не е установено и всички предположения (включително и това, че може да бъде локализирана в Герлово) са спекулативни. Във византийските хроники се споменават две български столици (или столични области) преди Плиска, а именно "така наречената Варна" и Цика (Τζίκας), като местоположението им не е установено.

## Население
Численост на населението според преброяванията през годините:
| \| Година на преброяване \| Численост \| \| --------------------- \| --------- \| \| 1934 \| 1396 \| \| 1946 \| 1334 \| \| 1956 \| 1068 \| \| 1965 \| 1088 \| \| 1975 \| 921 \| \| 1985 \| 852 \| \| 1992 \| 887 \| \| 2001 \| 917 \| \| 2011 \| 890 \| \| 2021 \| 673 \| |           |
| Година на преброяване | Численост |
| 1934 | 1396      |
| 1946 | 1334      |
| 1956 | 1068      |
| 1965 | 1088      |
| 1975 | 921       |
| 1985 | 852       |
| 1992 | 887       |
| 2001 | 917       |
| 2011 | 890       |
| 2021 | 673       |

### Етнически състав
Преброяване на населението през 2011 г.
Численост и дял на етническите групи според преброяването на населението през 2011 г.:
|                     | Численост | Дял (в %) |
| Общо                | 890       | 100       |
| Българи             | 83        | 9,32      |
| Турци               | 9         | 1,01      |
| Цигани              | 572       | 64,26     |
| Други               | 0         | 0,00      |
| Не се самоопределят | 3         | 0,33      |
| Неотговорили        | 223       | 25,05     |

## Културни забележителности
Във Вардун отваря врати едно от първите Български училища в Североизточна България още през далечната 1831 г. През 1864 г. е завършен градежа на много мащабна за онова време училищна сграда. Начинанието е изключително смело, имайки предвид съпротивата на компактното турско население в Герлово по онова време. Тази сграда приютява ученици чак до 1930 г., когато е завършено новото Вардунско училище. Сградата е в лошо състояние, покривът е пропаднал.

## География
От землището на Вардун извират три реки.
Едната е Вардунска река (наричана още Вардунско дере, Балтова или Балтовлова река). Нейните начала са в местността Хулума и в подножието на Йорпека. В началото си се движи по стръмен терен и оформя малки водопади и вирове, тук се намира и местността Царско падало. На около 25 км източно реката се влива в яз. Тича.
Другата река е Врана (или Варна), която извира от хълмовете над Горните чаири, тече в посока село Пролаз, след което прорязва Преславската планина, оформяйки живописно дефиле – прохода „Боаза“. Дължината на реката е около 60 км. до сливането и с река Тича до село Цар Крум, а оттам насетне се нарича Камчия. Според стари карти, в миналото сегашната река Камчия се е наричала Врана (или Варна) по цялото си течение – от изворите си в Герлово до вливането си в Черно море.
Третата река е Палиска (или Паниска), която извира южно от местностите Холума и Куза и се влива в приток на яз. Тича. За името и има спор дали е Палиска или Паниска. Според Васил Маринов реката се нарича Палиска, а като имаме предвид местния му произход, а и сведенията от други Вардунци, то е редно това да се приеме за истинското име на реката. Според другото мнение, името е Паниска и то пази най-старото запазено название на река Камчия – Панисис (Panysis).

## Произход на името
Любопитен факт е, че името на Вавилон според един от прочитите на клинописните текстове е „Вардун“. Голяма част от владетелите на Вавилонската империя са се именували „цар на Кардун“ (или „цар на Вардун“ както твърдят някои). Официалната версия е, че клинописният текст се произнася като „Кардун-яш“ или „Карду-няш“
В книгата „Сърби – народ и раса“ на Йован Деретич се твърди, че има грешка при разчитане на произношението на клинописния текст и името трябва да се чете като „Вардун“
Друга хипотеза (отново твърде малко вероятна) е етимологията на името Вардун да идва от келтски (галатски) и да има общо с етимологията на френския град Вердюн, чието по-старо име е Virodunum (или Virdunum). От келтски то се обяснява като „голяма крепост“ от *uīro („истински, верен, голям“) и *dunum („крепост, замък“).
Тази версия се свързва с галатските походи на Балканите в IV и III век пр. Хр. начело с Болгий, Брен, Керетрий, Леонарий, Лутарий и др., когато се създава и галатска (келтска) държава със столица Тулис (която не е локализирана, има предположения за Старозагорско, Арковна, долината на Тунджа, в района на Странджа, Одринско и др.). Тази държава, просъществувала над половин столетие, вероятно е унищожена вследствие на въстание, последният и известен нам владетел е Кавар.
Всъщност горното обяснение не е далеч от смисъла на думата „вардя“ в българския език, която е и най-вероятната етимология за името „Вардун“ – според нея името би могло да се обясни като „вардено място“.
Тук трябва да се отбележи, че думата „вардя“ е с твърде неясна етимология, която обикновено се обяснява с някои от следните аналогии: *vardia („пазя“ диал. италиански), *wardon („пазя“ на франкски/протогермански), *warder (старофренски) и др. Това разнообразие предполага по-стар общ индо-европейски корен, вероятно характерен за повечето индо-европейски езици, включително и за българския.

## Личности
Родени във Вардун
- Братой Папурков – майстор сиренар, въвел през 1961 г. полиетилена при получаването на саламурени сирена, с което се поставя началото на индустриалното им производство.[23]
- Руси Коджаманов – български композитор, диригент, фолклорист и педагог. Създател на първия ученически църковен хор, първият самодеен граждански хор във Видин и първия смесен черковен хор в Германия. Остава голямо музикално творческо наследство.
- Йорданка Димитрова – българска алпинистка, първата българка, изкачила осемхилядник (Чо Ойю, 8188 м). В списъка ѝ с изкачени върхове присъстват Авицена (Ленин, 7134 м), Евгения Корженевская (7104 м), Исмаил Самани (Комунизъм, 7495 м), Победа (7439 м), Хан Тенгри (6995 м), Аконкагуа (6962 м) и Килиманджаро (5892 м). Удостоена с наградата „Снежен барс“. Загива през 1994 година при опит да стане първата жена, успешно изкачила Кангчендзьонга (8586 м)[24] (съществува легенда, че Кангчендзьонга се обитава от богиня, която не позволява на жени да изкачат върха; единствената изкачила го жена, е британката Ginette Harrison през 1998 година, половин година по-късно тя загива при опит за изкачване на Дхаулагири).
- Ганчо Папуров – професор по медицина, ръководител на Катедра и Клиника по оториноларингология към Висшия медицински институт – Варна до 1993 г., автор и съавтор на над 200 научни и научнопопулярни статии и на 24 поетични, белетристични и краеведчески книги, почетен гражданин на Търговище. Автор на краеведското изследване „Оттатък боаза е село Вардун – из миналото на село Вардун, Търговищко“[25]
- Ради Иларионов - сатирик и фейлетонист, автор на множество хумористични разкази, фейлетони и стихотворения, издадени в книгите му "Инвентарен номер", "Омагьосан кръг", "Гардероб" и др., участва със свои текстове в създаването на мюзикъла "Осветени пози"[26]

## Други
Нос Вардун на Антарктическия полуостров е наименуван на село Вардун.